# Skyon
Skyon est un immeuble de grande hauteur construit dans le   district de Kesklinn à Tallinn, en Estonie.

## Présentation
Situé dans le quartier de Maakri, Skyon est un immeuble de bureaux de 26 étages et 95 mètres de haut.
Sa surface locative est de 8 400 m2.
Sa construction s'est achevée en 2021.
Il abrite le siège à la Coop Pank,.
La façade du bâtiment se compose de 898 panneaux de verre triangulaires et colorés, entre lesquels un total de près de 4,5 kilomètres de bandes lumineuses à LED ont été installés,.
En 2022, Skyon a reçu le certificat international LEED Platine.